# Wakletoçu
Wakletoçu, jedna od nomadskih skupina Nambikwara Indijanaca, lovci i sakupljači koji su u prvoj polovici 20. stoljeća obitavali u džunglama blizu današnjeg Utiarityja u Brazilu. Vjerojatno prvi kontakt s njima ostvaruje Claude Lévi Strauss, koji su proučavao nekoliko skupina Nambikwara. Ova grupa danas se vodi kao nestala. Poglavica je imao više žena. 

## Vanjske poveznice
- Tristes tropiques